# 보 머초프
보 머초프(Beau Mirchoff, 1989년 1월 13일 ~ )는 미국의 배우이다.

## 출연 작품
- 플랫라이너 (2017)
- 올 서머스 엔드 (2017)
- 더 머더 팩트 (2015)
- 씨 유 인 발할라 (2015)
- 패스트트랙:무한 질주 (2014)
- 어쿼드 시즌4 (2014)
- 포커 나이트 (2014)
- 더 위자드 리턴: 알렉스 vs. 알렉스 (2013)
- 더 시크릿 라이브스 오브 독크스 (2013)
- 어쿼드 시즌3 (2013)
- 어쿼드 시즌2 (2012)
- 아이 엠 넘버 포 (2011)
- 그루지 3 (2009)
- 인 더 랜드 오브 우먼 (2007)
- 무서운 영화 4 (2006)